# Big Time Sarah
Big Time Sarah (Coldwater, Mississippi, 1953. január 31. – Chicago, Illinois, 2015. június 13.) születési nevén Sarah Streeter amerikai blues (azon belül is chicago blues) énekesnő, előadóművész volt. Karrierje több mint 40 éven át tartott, de leginkább fesztiválokon, koncerteken lépett fel, mindössze öt nagylemezt adott ki.

## Élete
Sarah Streeter néven Mississippi-ben született, de egyéves korától már Chicago volt az otthona. Eleinte gospel kórusban énekelt chicagoi templomokban. 14 évesen csatlakozott a Morgan's Lounge Clubhoz, ahol bluest énekelt, majd az 1970-es években olyan neves zenészekkel dolgozott együtt, mint Magic Slim, Buddy Guy, The Aces, Junior Wells, Johnny Bernard, vagy Erwin Helfer.
Első lemezén Sunnyland Slimel közösen énekelt, Slim mellette gitározott is az albumon. 1982-ben két másik a kor neves blues énekesnőivel Zora Young-al és Bonnie Lee-vel közösen felvették a "Blues With The Girls" című lemezt, ez hozta meg neki a nemzetközi hírnevet. Európa szerte turnézott, és Párizsban felvett egy újabb nagylemezt, élete első szóló albumát. 1989-ben csatlakozott a The Big Time Express zenei társulathoz, és 1993-ban a Delmark Recordshoz szerződtek. Itt adta ki máig leghíresebb albumát a „Lay It On 'Em Girls”-t. Ezt három másik lemez és egy koncertalbum követett, végül 2001-ben felhagyott a stúdiómunkákkal.
Ezután 14 éven át csak koncerteken és fesztiválokon lépett fel nagy közönség előtt, s bár a kilencvenes években ismert énekesnő volt világszerte, a kétezres évekre már csak Chicagoban voltak széles körben rajongói. Sosem ment férjhez, és sosem született gyermeke. Sokat ivott és dohányzott, túlsúlyos volt, ami miatt folyamatos szív- és érrendszeri problémái voltak. Sokan úgy vélték ő a XXI. századi Big Mama Thornton, mert nem csak külsejében és hangjában, de életstílusában is hasonlított a néhai énekesnőre. Hiába volt minden orvosi figyelmeztetés életmódján nem változtatott.
2015. június 3-án szívrohamot kapott és kórházba szállították, de minden orvosi figyelmeztetés ellenére saját felelősségre hazament és otthoni ápolót fogadott. 10 nappal később holtan esett össze otthonában. Halálának hírét június 15-én hozta nyilvánosságra a média. Big Time Sarah 62 éves volt.

## Diszkográfia
Stúdióalbumok
- 1985 – Undecided (Crying)
- 1993 – Lay It On 'Em Girls
- 1996 – Blues In The Year One-D-One
- 1997 – Crying (Undecided újrakiadása)
- 2001 – A Million Of You

Koncertlemezek
- 1983 – In Athens

Sunnyland Slimmel közös lemezei
- 1979 – Patience Like Job
- 2001 – Long Tall Daddy

Közreműködőként
- 1982 – Blues With The Girls

## Fordítás
- Ez a szócikk részben vagy egészben  a   Big Time Sarah című angol Wikipédia-szócikk fordításán alapul.  Az eredeti cikk szerkesztőit annak laptörténete sorolja fel. Ez a jelzés csupán a megfogalmazás eredetét és a szerzői jogokat jelzi, nem szolgál a cikkben szereplő információk forrásmegjelöléseként.